# Премия Морриса Либманна
Премия Морриса Либманна (англ. IEEE Morris N. Liebmann Memorial Award) — награда, которая вручалась Институтом радиотехников (англ. Institute of Radio Engineers, IRE) и позднее Институтом инженеров электротехники и электроники (IEEE) за важный вклад в радиосвязь . Награда учреждена в 1919 году, и изначально называлась Премией Морриса Либманна Института радиоинженеров (англ. IRE Morris Liebmann Memorial Prize). Получила своё современное название в 1963 году, когда Институт радиоинженеров слился с Американским институтом электротехников. При этом область награды изменилась - с 1964 года её присуждали за новые технологии. Упразднена в 2000 году, с 2001 года за новые технологии вручается Премия Дэниэла Нобла (англ. IEEE Daniel E. Noble Award) .

## Награждённые
- 2000 - James S. Harris, Jr.
- 1998 - Naoki Yokoyama
- 1997 - Фудзи Масуока
- 1996 - Seiki Ogura
- 1995 - M. George Craford
- 1994 - Романкив, Любомир
- 1993 - Балига, Джайянт
- 1992 - Praveen Chaudhari, Jerome J. Cuomo, Richard J. Gambino
- 1991 - Morton B. Panish
- 1990 - Satoshi Hiyamizu, Takashi Mimura
- 1989 - Takanori Okoshi
- 1988 - James R. Boddie, Richard A. Pedersen
- 1986 - Bishnu S. Atal, Fumitada Itakura
- 1985 - Russell Dupuis, Harold M. Manasevit
- 1984 - David E. Carlson, Christopher R. Wronski
- 1983 - Robert W. Brodersen, Paul R. Gray, David A. Hodges
- 1982 - John Arthur, Jr., Чо, Альфред
- 1981 - Куэйт, Келвин
- 1980 - Anthony J. Demaria
- 1979 - Ping King Tien
- 1978 -  Као, Чарльз, John B. MacChesney, Robert D. Maurer
- 1977 - Horst H. Berger, Siegfried K. Wiedmann
- 1976 - Herbert John Shaw
- 1975 - A. H. Bobeck, P. C. Michaelis, H. E. D. Scovil
- 1974 -  Бойл, Уиллард,  Смит, Джордж Элвуд
- 1973 - Холоньяк, Ник
- 1972 - Stewart E. Miller
- 1971 -  Райл, Мартин
- 1970 - John A. Copeland
- 1969 - Ганн, Джон
- 1968 - Лейт, Эмметт
- 1966 - Paul K. Weimer
- 1965 - Беннетт, Уильям Ралф
- 1964 -  Шавлов, Артур Леонард
- 1963 - Ian Munro Ross
- 1962 - Victor H. Rumsey
- 1961 -  Эсаки, Лео
- 1960 - Jan A. Rajchman
- 1959 -  Бломберген, Николас,  Таунс, Чарлз Хард
- 1958 - E. L. Ginzton
- 1957 - O. G. Villard, Jr.
- 1956 - Kenneth Bullington
- 1955 - A. V. Loughren
- 1954 - R. R. Warnecke
- 1953 - J. A. Pierce
- 1952 -  Шокли, Уильям Брэдфорд
- 1951 - R. B. Dome
- 1950 - O. H. Schade
- 1949 - Шеннон, Клод
- 1948 - S. W. Seeley
- 1947 - Пирс, Джон Робинсон
- 1946 - Albert Rose
- 1945 - P. C. Goldmark
- 1944 - W. W. Hansen
- 1943 - Wilmer L. Barrow
- 1942 - Щелкунов, Сергей Александрович
- 1941 - Фарнсуорт, Фило Тэйлор
- 1940 - Harold Alden Wheeler
- 1939 - H. T. Friis
- 1938 - G. C. Southworth
- 1937 - W. H. Doherty
- 1936 - B. J. Thompson
- 1935 - F. B. Llewellyn
- 1934 - Зворыкин, Владимир Козьмич
- 1933 - Баркгаузен, Генрих
- 1932 - Edmond Bruce
- 1931 - Stuart Ballantine
- 1930 - Халл, Альберт
- 1929 -  Эплтон, Эдуард Виктор
- 1928 - W. G. Cady
- 1927 - A. H. Taylor
- 1926 - Ralph Bown
- 1925 - Frank Conrad
- 1924 - J. R. Carson
- 1923 - Harold Beverage
- 1922 - C. S. Franklin
- 1921 - R. A. Heising
- 1920 - Рой Вигант
- 1919 - L. F. Fuller